# Similosodus chinensis
Similosodus chinensis är en skalbaggsart som beskrevs av J. Linsley Gressitt 1951. Similosodus chinensis ingår i släktet Similosodus och familjen långhorningar. Inga underarter finns listade i Catalogue of Life.